# 오토 1세 폰 슈바벤 공작

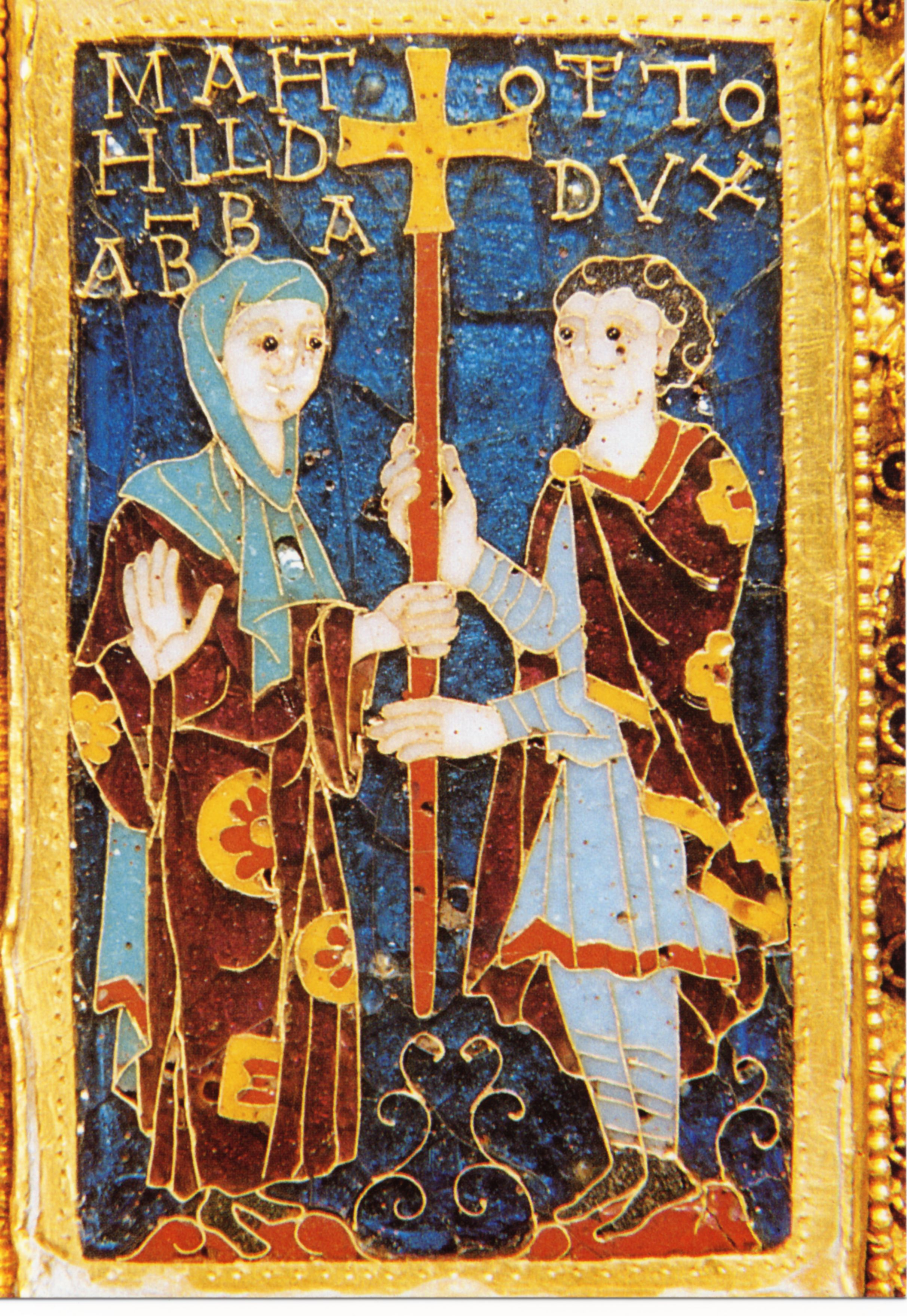
여동생 마틸다 (왼쪽)과 오토 1세 공작 (오른쪽)

오토 1세(Otto I, 954년 - 982년 10월 31일)은 독일 오토 왕조의 왕족으로, 황제 오토 1세의 손자였다. 바이에른의 공작과 슈바벤 공작을 지냈다. 973년부터 슈바벤 공작이었고, 976년 바이에른 공작이었다. 982년 이탈리아를 기습공격한 사라센 제국 군대와 교전하던 중 당한 부상으로 사망했다. 그는 오토 1세와 그의 첫 부인 잉글랜드의 에디트의 아들 리우돌프의 아들이었다.

## 생애
오토는 오토 1세와 정비 잉글랜드의 에디트의 아들인 슈바벤의 리우돌프과 슈바벤 공작 헤르만 1세의 딸 이타의 아들이었다. 어머니 이타는 콘라디안 왕가 출신으로, 외할아버지 헤르만 1세는 로트링겐 공작 게버하르트 2세의 아들이었다. 오토 1세의 적장손이었으나, 아버지 슈바벤의 리우돌프가 반역으로 몰렸으므로 제위 계승권을 박탈당하였다. 여동생 마틸다는 에센 수녀원의 원장이었다.
아버지 리우돌프가 사망할 당시 그는 3살이었고, 할아버지 황제 오토 1세에 의해 삼촌 오토 2세와 같이 궁정에서 성장하였다.
973년 슈바벤 공작 부르크하르트 3세가 죽자 슈바벤 공작에 임명되고, 976년에는 바이에른의 공작에 임명되었다. 황제의 다른 친척인 하인리히 2세는 황제 오토 2세의 권위에 맞섰고, 반란을 일으켰다. 976년 오토 2세는 하인리히의 영지인 바이에른 역시 그에게 주었다. 황제 오토 2세는 그에게 곧 하인리히가 소유하던 케른텐 공작령과 노드가우 후작령을 잇달아 하사하였다. 980년 황제 오토 2세의 이탈리아 원정에 동행하여 남부 이탈리아까지 내려가, 비잔틴 제국과 시칠리아에 올라온 아랍인들을 상대로 교전하였다.
982년 이탈리아에 사라센 족이 침입하자 황제 오토 2세와 함께 이를 격퇴하러 갔다. 콜로네와 크로토네에서 아랍군을 격퇴했지만 7월 13일 스틸리오 전투에서 사라센 군대의 기습공격을 받고 부상당했다. 퇴각한 후, 다시 이탈리아 원정을 준비하던 중, 그해 10월 31일 혹은 11월 1일 전투 중에 받은 상처가 잘못되어 후유증으로 죽었다. 일설에는 말라리아 역시 그의 사망원인의 하나로 지목된다. 그는 슈바벤의 역사에 이렇다할 공적을 남기지 못했다. 시신은 그해 11월 13일 아샤펜부르크의 루카 땅에 있는 성 베드로 & 알렉산더 성당에 매장되었다.

## 가족 관계
- 할아버지 오토 1세
- 할머니 잉글랜드의 에디트, 알프레드 대왕의 딸
  - 고모 리우르가르트
  - 고모부 콘라트 적왕
- 계조모 이탈리아의 아델하이트
  - 이복 삼촌 오토 2세
- 아버지 슈바벤의 리우돌프
- 어머니 슈바벤의 이타
  - 여동생 슈바벤의 마틸다

## 같이 보기
- 오토 1세 (신성 로마 제국)
- 오토 2세
- 하인리히 2세
- 오토 1세 (케른텐 공작)

## 참고 자료
- Paul Friedrich von Stälin: Otto. In: Allgemeine Deutsche Biographie (ADB). Band 24, Duncker & Humblot, Leipzig 1887, S. 725 f.
- Alfons Zettler: Geschichte des Herzogtums Schwaben. Stuttgart 2003
- Thomas Zotz: Otto I.. In: Neue Deutsche Biographie (NDB). Band 19, Duncker & Humblot, Berlin 1999, ISBN 3-428-00200-8, S. 694 f. (Digitalisat).
- Thomas Zotz, in: Meinrad Schaab, Hansmartin Schwarzmaier (Hrsg.) u. a.: Handbuch der baden-württembergischen Geschichte. Band 1: Allgemeine Geschichte. Teil 1: Von der Urzeit bis zum Ende der Staufer. Hrsg. im Auftrag der Kommission für geschichtliche Landeskunde in Baden-Württemberg. Klett-Cotta, Stuttgart 2001, ISBN 3-608-91465-X, S. 396f.
- Duckett, Eleanor Shipley (1967). Death and Life in the Tenth Century. Ann Arbor: University of Michigan Press.
- Stälin, Paul Friedrich von (1886). "Otto I., Herzog von Schwaben und von Baiern". Allgemeine Deutsche Biographie. 24. Historischen Kommission bei der Bayerischen Akademie der Wissenschaften. pp. 725–26.
- Swanton, Michael James (1998). The Anglo-Saxon Chronicle. New York: Routledge.
- Whitbread, L. (1959). "Æthelweard and the Anglo-Saxon Chronicle". The English Historical Review. 74 (293): 577–89. doi:10.1093/ehr/lxxiv.293.577.
- Zotz, Thomas (1998). "Otto I.". Neue Deutsche Biographie. 19. pp. 694–95.